# اللمبي (شخصية)
اللمبي هي شخصية خيالية كوميدية قام بأدائها الممثل المصري محمد سعد، وقد ظهرت الشخصية في 4 أفلام مختلفة ومسلسل حيث كان الظهور الأول عام 2000 في فيلم الناظر كشخصية ثانوية وحققت نجاحا جماهيريا كبيرا حتى ظهر بها الممثل محمد سعد مرة أخرى عام 2002 في فيلم اللمبي كشخصية أساسية في أحداث الفيلم.

## سمات الشخصية
يتصف اللمبي بكونه شاب مصري يعيش غالبا في الأحياء الشعبية وبه حالة من عدم الاتزان العقلي أو إعاقة ذهنية خفيفة تجعله دون الشخص الطبيعي في التفكير وحسن التصرف، ولكنه لا يصل لدرجة المتخلف عقليا بالإضافة لحركاته الجسدية الخاصة به، وله طريقة في الكلام غريبه والتي هي أشبه بالمعاتيه حيث تتسم بالبطء تارة وبمشابهة المعاقين ذهنيا تارة أخرى حيث تنزلق الكلمات من فمه قبل أن تكتمل، وعلى الرغم من ذلك إلا أنه يبدي أحيانا (وفي الوقت المناسب) ردود فعل واستجابات لما حوله من مؤثرات بصورة حكيمة تتنافى مع هيئته. وقد تكون هذه الصورة رمز كاريكاتيري للشاب المصري البسيط، والذي نتيجة العديد من العوامل التي فرضت عليه يعاني من ضعف الثقافة العامة وكذلك ضعف التعليم والبطالة. وتختلف قصة حياة شخصية اللمبي مع اختلاف العمل الفني من حيث المهنة أو الحالة العاطفية أو غير ذلك.

### الشخصيات المماثلة
ظهر الفنان محمد سعد في عدة أفلام بشخصيات مشابهة لشخصية اللمبي مثل شخصية تتح التي كانت في فيلم تتح وفيلم حياتي مبهدلة، وشخصية عوكل التي ظهرت في عوكل، وبوحة في فيلم بوحة، وأطاطا التي ظهرت في فيلم عوكل ومسلسل فيفا أطاطا وغيرها، كما أن معظم تلك الشخصيات تتسم بنفس السمات إلى حد كبير بسمات شخصية اللمبي ما عدا شخصية أطاطا الأنثوية.

## الشخصية في الأعمال المختلفة

### فيلم الناظر
تدور أحداث الفيلم حول «صلاح الدين عاشور» (علاء ولي الدين) ابن ناظر ومالك «مدرسة عاشور» التي يمتلكها ويرثها عن أجداد أجداده، وبعد وفاة أبوه كان حتما عليه ان يكون ناظر المدرسة حيث كانت شخصيته لا تصلح للريادة حتى في الحياة العادية، ويلتقي هو وصديقه المقرب «عاطف» (أحمد حلمي) بـ«اللمبي» البلطجي الذي كان زميلهم قديما في مدرسة عاشور حيث كان اللمبي طالب فاشل ومعروف عنه انه بلطجي.

### فيلم اللمبي
يظهر «اللمبي» كشاب طيب يعيش مع أمه في منزل فقير في حارة شعبية. ويتعاطى المخدرات التي تعتبر الوسيلة الوحيدة التي يتعامل بها واقعه المؤلم وحتى يتعايش مع المجتمع الذي كان سببا في احباطه مع كل عمل يقوم به. فهو لا يزال يعيش عالة على أمه، ويقع اللمبي في حب جارته «نوسة» (حلا شيحة) إلا أن أباها (لطفي لبيب) يعترض، فتحاول أمه «فرنسا» (عبلة كامل) أن توفق بين الاثنين. وبعد خمسة سنوات يكتشف أن عليه أن يغير من حياته، فيتعلم في فصول محو الأمية، وبعد مرور الأحداث يتزوج اللمبي نوسة ثم يدرس الكمبيوتر، ويعلم ابنه الصغير كيف يتعامل مع اللغة الإنجليزية.

### فيلم اللي بالي بالك
يجسد محمد سعد في هذا الفيلم شخصيتين أحدهما الضابط «رياض المنفلوطي» والذي من سمات شخصيته الحزم والصرامة و«اللمبي» الذي سيحل محل «رياض المنفلوطي» بعد وقوعهما في حادث سويا وذلك عندما هرب اللمبي من السجن فقامت «طبيبة الجراحة» (عبلة كامل) بوضع جزء من مخ اللمبي الذي مات جراء الحادث في رأس الضابط رياض ليعيش رياض كضابط بعقل اللمبي.

### فيلم اللمبي 8 جيجا
تظهر شخصية «اللمبي» ككاتب عرائض وشكاوي أمام المحكمة ويعيش حياة متواضعة هو وزوجته «نوجه» (مي عز الدين) التي تعمل معلمة وتحاول زيادة دخل أسرتها بإعطاء بعض الدروس إلى أطفال المنطقة. ثم تنقلب حياة الأسرة رأسا على عقب عندما يلتقي اللمبي ذو الذكاء المحدود والامكانياتة العقلية البسيطة بالطبيب «أحمد الشواف» (يوسف فوزي) الذي اخترع شريحة للتحكم في قدرات عقل الأنسان وتزيد من امكانية استيعابه وحفظه بتحميل البيانات على الشريحة كذاكرة الحاسب، فيقوم الدكتور شواف بتركيب الشريحة للمبي الذي أدت لتغيير شكل حياته.

### مسلسل فيفا أطاطا
يدور المسلسل حول شخصيتين، الأولى هي شخصية «اللمبي» والشخصية الثانية هي «أطاطا» والتي ظهرت في فيلم عوكل عام 2004، حيث أن شخصية أطاطا هي الشخصية الرئيسية في المسلسل عندما تدخل السجن بعد اتهامها بارتكاب جريمة، وتثير بعض الأزمات داخل السجن وتسبب العديد من المشاكل لمأمور السجن والذي تعاني ابنته من مرض نفسى يجعلها منفصلة عن الواقع وتعيش بعقلية طفلة صغيرة وأنها ستشفى من هذه العقدة النفسية بعد أن تقابل أطاطا والتي ستقص عليها حكايات من الماضي حتى يتم شفاؤها.

## إنتقاد شخصية اللمبي
واجه الفنان المصري محمد سعد عدد من الانتقادات بسبب تكراره لشخصية اللمبي التي اشتهر بها والتي تعمد على تقديمها في معظم أفلامه، وقد علق سعد على الانتقادات المطروحة بسبب تكرار الشخصية قائلًا:«إن شخصيته مميزة، وأنه لا مانع من أن يمتاز الفنان بأسلوب خاص وأن يكرر هذا الأسلوب.»، وعقب مستشهدًا بالكوميديين الراحلين إسماعيل ياسين ونجيب الريحاني قائلا:«إسماعيل ياسين لو لم يكن بغير فمه لم يكن إسماعيل ياسين، وكذلك نجيب الريحاني له نكهته الخاصة وطريقته الخاصة التي أضحكتنا لسنوات وسنوات.»